# Ermessenda de Carcassona
Ermessenda de Carcassona   (972 (Gregorià) ↔ 977 - 1 de març de 1058 (Gregorià)) va ser comtessa consort de Barcelona, Girona i Osona.

## Biografia
Va estar casada des del 991 amb el comte de Barcelona Ramon Borrell, amb qui cogovernà fins que morí el 1017; el seu difunt marit li donà en escriptura testamentària el condomini dels tres comtats en violarium per tota la vida, de manera que governà en solitari com a regent durant la minoria d'edat de son fill (1017-1021), i a partir d'aleshores cogovernà amb aquest en qualitat de copropietària. Amb tot, ràpidament, varen sorgir desavinences entre tots dos, que no es resolgueren fins al repartiment del domini: foren per a son fill Berenguer Ramon I els comtats de Barcelona i Osona, i per a Ermessenda el comtat de Girona. Però son fill morí sobtadament el 1035 llegant els seus dominis als seus descendents, moment en el qual Ermessenda tornà a fer valdre el seu condomini per assumir la regència primer (1035-1039), i cogovernar amb el seu net després.
En aquest context, marcat per l'afebliment de l'auctoritas comtal barcelonina, hagué d'enfrontar-se a la revolució feudal quan mers oficials designats pels comtes de Barcelona –castlans i veguers– s'aixecaren en armes esdevenint barons feudals que amb epicentre al Penedès i encapçalats per Mir Geribert desafiaren la potestas comtal barcelonina i la seva política de mantenir la pau amb els sarraïns a canvi del cobrament de paries. Ermessenda feu costat a son net Ramon Berenguer I en la sufocació de la revolta nobiliària, que finalment s'aconseguí però no amb el retorn de l'antic ordre romanogòtic vigent fins als temps de Ramon Borrell (972-1017) sinó per la claudicació davant les noves pràctiques feudals –les convenientiae–, i l'auge de l'ordre cavalleresc.
Durant el cogovern amb el seu net Ramon Berenguer I sorgiren noves dissensions que s'agreujaren quan aquest repudià la política matrimonial dissenyada per la seva àvia i es casà amb Almodis de la Marca. Aleshores, Ermessenda pressionà les jerarquies eclesiàstiques a fi que excomuniquessin el seu net, fet que aconseguí el 1055; l'excomunió afeblí encara més l'autoritat dels comtes de Barcelona i tornà a instigar la revolta nobiliària. Finalment, el 1057, Ermessenda de Carcassona vengué el condomini sobre els comtats de Barcelona, Osona i Girona al seu net i es retirà al castell de Sant Quirze de Besora, on morí l'1 de març de 1058. Fou sebollida en un sarcòfag de pedra situat a la galilea exterior de la catedral de Girona, fins que el 1385 el rei Pere el Cerimoniós ordenà que fos traslladat a l'interior de la nau i recobert amb un nou sepulcre gòtic. L'any 1982, el sepulcre gòtic fou obert i es descobrí que l'única decoració exterior del sarcòfag romànic eren disset franges pintades de color roig i daurat, la qual decoració ha estat considerada com un possible antecedent preheràldic del senyal dels quatre pals.
Ermessenda va realitzar importants donacions a les diòcesis i esglésies dels seus dominis i fou una de les dones amb més autoritat dins la política del segle xi. Governà durant uns seixanta-cinc anys i morí prop dels vuitanta-cinc, esdevenint una de les dones amb més poder polític en la història de Catalunya. La seva vida exemplifica l'evolució de la condició de la dona aristocràtica a l'antiga Gòtia: passà de gaudir d'una posició privilegiada a perdre poder en el moment en què les Leges Gothorum (‘Lleis dels gots’) es veieren relegades per les convenientiae feudals que els magnats feien entre ells al marge de les lleis. Aquests magnats -per mitjà de la violència i la guerra- posaren en dubte la potestas comtal com a garant de l'ordre públic. Aquests canvis conduïren al nou ordre feudal, que imperà durant els següents dos segles.

## Orígens familiars
Ermessenda de Carcassona fou la primera filla del comte de Carcassona, Roger I el Vell, i d'Adelaida de Gavaldà o de Melguèlh (949-1011), filla del comte de Melguèlh. Tenia tres germans menors: Ramon Roger, documentat des del 979 i mort entre el 21 de juliol de 1007 i l'abril de 1011, havent estat investit comte de Carcassona; Bernat Roger, nascut entre el 979 i 981 i nomenat comte de Foix i de Coserans i que morí c. 1034, i Pere Roger, nascut c. 981, nomenat bisbe de Girona i que morí el 1051. La seva família, a més del comtat de Carcassona, tenia els comtats de Comenge, Rasès, Coserans i Foix, que serien heretats pels seus germans Ramon i Bernat. Hi ha poca documentació anterior al 993, any en què apareix per primer cop en un document català, però cal deduir que va tenir alguna mena d'educació a jutjar per la bona lletra que tenia en comparació amb altres mandataris de l'època. Pel que fa al seu aspecte físic, Santiago Sobrequés va afirmar que "fou una dona de remarcable beutat", tot i que els aspectes més rellevants de la seva persona estan relacionats amb les seves positives qualitats morals. En la documentació medieval en què apareix, se l'adjectiva com a: venustíssima, magnífica, piadosa, bondadosa, estimada o dolcíssima. Ermessenda era una dona de tremp i envergadura considerables, amb unes altes qualitats morals. Tal com va demostrar al llarg de la seva vida, va potenciar el triomf del dret per sobre de la violència i les fórmules militaristes, i va ser una important comitent d'obres d'art religioses.
|  |                             |  |  |  |  |  |  |  |  |  |  |  |  |  |  |  |
|  | 8. Asnar III de Comenge     |  |  |  |  |  |  |  |  |  |  |  |  |  |  |  |
|  |                             |  |  |  |  |  |  |  |  |  |  |  |  |  |  |  |
|  |                             |  |  |  |  |  |  |  |  |  |  |  |  |  |  |  |
|  | 4. Arnau I de Comenge       |  |  |  |  |  |  |  |  |  |  |  |  |  |  |  |
|  |                             |  |  |  |  |  |  |  |  |  |  |  |  |  |  |  |
|  |                             |  |  |  |  |  |  |  |  |  |  |  |  |  |  |  |
|  | 9. ?                        |  |  |  |  |  |  |  |  |  |  |  |  |  |  |  |
|  |                             |  |  |  |  |  |  |  |  |  |  |  |  |  |  |  |
|  |                             |  |  |  |  |  |  |  |  |  |  |  |  |  |  |  |
|  | 2. Roger I de Carcassona    |  |  |  |  |  |  |  |  |  |  |  |  |  |  |  |
|  |                             |  |  |  |  |  |  |  |  |  |  |  |  |  |  |  |
|  |                             |  |  |  |  |  |  |  |  |  |  |  |  |  |  |  |
|  | 10. Acfred I d'Aquitània    |  |  |  |  |  |  |  |  |  |  |  |  |  |  |  |
|  |                             |  |  |  |  |  |  |  |  |  |  |  |  |  |  |  |
|  |                             |  |  |  |  |  |  |  |  |  |  |  |  |  |  |  |
|  | 5. Arsenda de Carcassona    |  |  |  |  |  |  |  |  |  |  |  |  |  |  |  |
|  |                             |  |  |  |  |  |  |  |  |  |  |  |  |  |  |  |
|  |                             |  |  |  |  |  |  |  |  |  |  |  |  |  |  |  |
|  | 11. ?                       |  |  |  |  |  |  |  |  |  |  |  |  |  |  |  |
|  |                             |  |  |  |  |  |  |  |  |  |  |  |  |  |  |  |
|  |                             |  |  |  |  |  |  |  |  |  |  |  |  |  |  |  |
|  | 1. Ermessenda de Carcassona |  |  |  |  |  |  |  |  |  |  |  |  |  |  |  |
|  |                             |  |  |  |  |  |  |  |  |  |  |  |  |  |  |  |
|  |                             |  |  |  |  |  |  |  |  |  |  |  |  |  |  |  |
|  | 12. Berenguer I de Melguèlh |  |  |  |  |  |  |  |  |  |  |  |  |  |  |  |
|  |                             |  |  |  |  |  |  |  |  |  |  |  |  |  |  |  |
|  |                             |  |  |  |  |  |  |  |  |  |  |  |  |  |  |  |
|  | 6. Bernat II de Melguèlh    |  |  |  |  |  |  |  |  |  |  |  |  |  |  |  |
|  |                             |  |  |  |  |  |  |  |  |  |  |  |  |  |  |  |
|  |                             |  |  |  |  |  |  |  |  |  |  |  |  |  |  |  |
|  | 13. ?                       |  |  |  |  |  |  |  |  |  |  |  |  |  |  |  |
|  |                             |  |  |  |  |  |  |  |  |  |  |  |  |  |  |  |
|  |                             |  |  |  |  |  |  |  |  |  |  |  |  |  |  |  |
|  | 3. Adelaida de Melguèlh     |  |  |  |  |  |  |  |  |  |  |  |  |  |  |  |
|  |                             |  |  |  |  |  |  |  |  |  |  |  |  |  |  |  |
|  |                             |  |  |  |  |  |  |  |  |  |  |  |  |  |  |  |
|  | 14. ?                       |  |  |  |  |  |  |  |  |  |  |  |  |  |  |  |
|  |                             |  |  |  |  |  |  |  |  |  |  |  |  |  |  |  |
|  |                             |  |  |  |  |  |  |  |  |  |  |  |  |  |  |  |
|  | 7. Senegunda                |  |  |  |  |  |  |  |  |  |  |  |  |  |  |  |
|  |                             |  |  |  |  |  |  |  |  |  |  |  |  |  |  |  |
|  |                             |  |  |  |  |  |  |  |  |  |  |  |  |  |  |  |
|  | 15. ?                       |  |  |  |  |  |  |  |  |  |  |  |  |  |  |  |
|  |                             |  |  |  |  |  |  |  |  |  |  |  |  |  |  |  |
|  |                             |  |  |  |  |  |  |  |  |  |  |  |  |  |  |  |

## Matrimoni i descendents

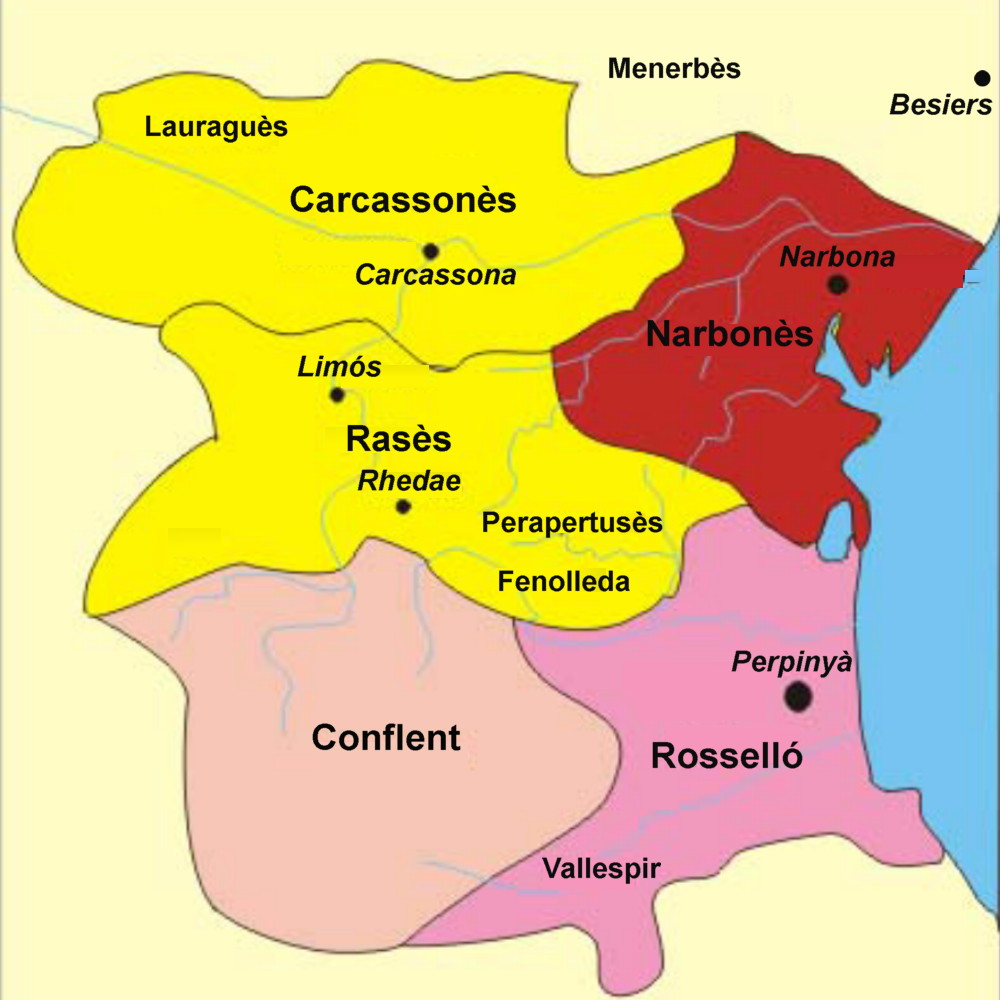
Territoris relacionats amb el casal de Barcelona

Com la majoria dels casaments aristocràtics dels segles ix, x i xi, el matrimoni d'Ermessenda de Carcassona tenia un interès polític. La política matrimonial seguida pels comtes de Barcelona des de Guifré el Pilós s'havia centrat en els territoris ultrapirenaics, en especial amb els comtes de Tolosa de la dinastia Roergue. Paral·lelament, la família d'Ermessenda de Carcassona procedia dels comtes de Comenge, i el seu avi Arnau I de Comenge esdevingué comte de Carcassona pel matrimoni amb Arsenda de Carcassona. El pare d'Ermessenda heretà el comtat de Carcassona mentre que el germà d'aquest, Odó, heretà el comtat de Rasès. Ambdós hagueren de fer front a l'agressiu comte Oliba Cabreta, comte de Cerdanya, Conflent, Berga, Besalú i Ripoll, que el 979 s'apoderà violentament del Capcir, un petit pagus entre la Cerdanya i el Conflent, que pertanyia a Odó I de Rasès. En aquest cas, cal pensar en un reforçament dels vincles entre dos potents comtats –el de Barcelona al sud i el de Carcassona al nord– envoltant les possessions d'Oliba Cabreta i els seus descendents.
Ermessenda es va casar c. 991, quan tenia entre catorze i dinou anys, amb Ramon Borrell, comte de Barcelona, de Girona i d'Osona, de qui va rebre en dot o esponsalici el comtat d'Osona-Manresa i el bisbat de Vic, dot que es plasmà en una llarga llista de castells situats en aquesta zona de la Catalunya central i el Vallès, i algunes terres del comtat de Girona, com ara Pals, Ullastret, Púbol, la Pera o Sant Feliu de Boada.
Ramon Borrell i Ermessenda varen tenir tres fills, segurament: Estefania Ramon, inicialment casada amb el cap normand Roger de Tosny, contractat el 1018 com a mercenari per lluitar contra els actes de pirateria sarraïns; Borrell Ramon, que morí abans del 1017, i el darrer Berenguer Ramon, que va succeir son pare quan aquest morí el 1017.
- c.991. ∞ Ramon Borrell I de Barcelona
  - 1. la infanta Estefania Ramon (995-1077), casada el 1020 amb Roger de Tosny;
  - 2. l'infant Borrell Ramon, mort abans del 1017;
  - 3. l'infant Berenguer Ramon (c.1004-1035), dit el Corbat, comte de Barcelona.

## Cogovern amb el seu marit Ramon Borrell
En casar-se c.991 amb Ramon Borrell, la jove Ermessenda va rebre la dècima part de tots els béns del seu marit, dècima que es va concretar en el comtat d'Osona-Manresa i el bisbat de Vic. Seguia així l'estipulat per les Leges Gothorum i que anys després reivindicaria la mateixa Ermessenda: «per meum decimum et per sponsalitium nuptialiter michi datum». L'aristocràcia dels comtats de l'antiga Gòtia, per bé que sota el domini dels francs durant l'Imperi Carolingi des que el 801 Barcelona fou arrabassada al domini islàmic, havia conservat exemplars del Liber Iudicorum (Llibre dels judicis), en què es recollien les lleis godes. El Llibre III, 1, 7, determinava que corresponia a la muller en dot esponsalici una dècima part de tots els béns mobles i immobles del marit. El llibre s'havia anat adaptant a la jurisprudència que sentenciaven els jutges, i fou conegut després amb el nom de Liber iudicum (Llibre dels jutges), quan fou compilat vers el 1011. Al llarg dels vint-i-sis anys del seu matrimoni, Ermessenda de Carcassona va tenir una gran intervenció política junt amb el seu marit Ramon Borrell I de Barcelona, amb qui participà en el govern dels seus comtats, en la presidència de les assemblees i els tribunals, i en les campanyes militars contra al-Àndalus. El 1010, el seu germà Pere Roger fou nomenat bisbe de Girona.

### L'esfondrament del califat de Córdoba i les guerres contra els sarraïns

La península Ibèrica (al-Àndalus) l'any 1000. «Espanya» era la terra dels musulmans, tal com es deia en els dominis del comte de Barcelona. Per la seva part, els musulmans anomenaven «francs» els comtes de l'antiga Gòtia franca. Ermessenda de Carcassona acompanyà el seu marit, el comte Ramon Borrell, en les guerres «contra Ispaniam».
El topònim «Catalunya» i l'antropònim «català», per a referir-se al comte de Barcelona i als seus dominis, no es documenten fins al 1114.

A finals del 1008, esclatà la fitna de l'Àndalus, un llarg període d'inestabilitats i guerres civils al califat de Còrdova, que va acabar el 1031 amb l'abolició definitiva del califat i la divisió del territori andalusí en una sèrie de petits regnes, les taifes. En aquest context, el comte de Barcelona encapçalà diverses campanyes militars contra Espanya (al-Àndalus), puix que en aquell temps els comtes de Barcelona entenien Espanya (al-Àndalus) com la terra dels musulmans. D'entre aquestes guerres «contra Ispaniam», les més significatives foren les que es llançaren el 1010 i el 1015, quan Ermessenda de Carcassona acompanyà el seu marit, el comte Ramon Borrell, i un aparatós seguici format per comtes, vescomtes, magnats i bisbes al capdavant del seu exèrcit: «dominus Raimundus comes et dompna Ermessinda comitissa volunt pergere contra Ispaniam cum comitis, episcopis, vicecomitis et cum omnium exercitum illorum maximis et minimis».
La guerra civil al califat de Còrdova començà el novembre del 1008 quan el fill del temible Almansor, amb el suport dels amazics, va obligar el califa àrab Hixam al-Muàyyad bi-L·lah a nomenar-lo hereu de la corona. Després de ser nomenat hereu, sortí en una expedició contra el Regne de Lleó, però, en la seva absència, Muhàmmad al-Mahdí bi-L·lah –"el guiat per Déu"– va organitzar un cop d'estat i va autoproclamar-se nou califa. En tenir-ne notícies, el fill d'Almansor retornà cap a la capital, però de camí fou mort el 3 de març del 1009. Això provocà la indignació dels amazics, que liderats per Sulayman al-Mustaín van oposar-se al nou califa i cercaren auxili en el comte Sanç I Garcia de Castella, que feu costat al pretendent amazic a canvi de cessions territorials a la frontera del Duero. Les forces bereberocastellanes van dirigir-se cap a Qúrtuba i finalment venceren en la batalla de Qantish el 5 de novembre del 1009. Els amazics proclamaren califa Sulayman al-Mustaín, mentre que els castellans esperaven rebre unes 200 fortaleses a les terres del Duero, però aquestes fortaleses restaven en mans de tropes lleials al califa derrocat i, per tant, les promeses dels amazics no es feren efectives. Després d'un breu saqueig, els castellans van retornar al seu comtat. Tot i l'aparent triomf amazic, el califa derrocat, Muhàmmad al-Mahdí bi-L·lah -"el guiat per Déu"-, va aconseguir fugir de la capital i va refugiar-se a Tulaytula, en terres d'Ath-Thaghr al-Àwsat, territori governat per l'andalusí d'origen eslau Muhàmmad ibn Hixam, conegut pel sobrenom de Wàdih. Aquest va cercar reforços i, el 1010, va anar a terres dels francs -els musulmans anomenaven Ifranja els comtats de l'antiga Gòtia franca-, on va negociar el suport del comte Ramon Borrell I de Barcelona.
L'exèrcit congregat pel comte de Barcelona Ramon Borrell es reuní a Montmagastre el maig del 1010. El formaven les tropes del comte Ermengol I d'Urgell, del comte Hug I d'Empúries i del comte de Bernat I de Besalú «Tallaferro», que sumaven uns 900 cavallers i 315 peons, acompanyats pels profusos seguicis del bisbe de Barcelona Aeci, del bisbe d'Elna Oliba, del bisbe de Girona Odó, del bisbe d'Urgell Sal·la, i el bisbe de Vic Arnulf. Es posaren en marxa cap a Espanya (al-Àndalus), on se'ls uniren les tropes andalusines a Tulàytula. El conjunt del doble exèrcit i tots els seguicis corresponents sumaven uns nou mil soldats que ràpidament llançaren l'expedició contra Qúrtuba, i venceren les tropes amazigues en la batalla d'Aqbat al-Bakr el 2 de juny del 1010. La victòria al camp de batalla els obrí les portes de la capital i propicià la fugida del califa amazic Sulayman al-Mustaín a Madīnat al-Zahrā. Un cop ocupada Qúrtuba, fou restaurat com a califa Muhàmmad al-Mahdí bi-L·lah -"el guiat per Déu"-, que inicià una repressió sagnant contra els seus enemics, especialment els amazics.

Ermessenda de Carcassona va presenciar durant la seva vida l'esfondrament del poder islàmic i el col·lapse del califat de Còrdova (929-1031) que es fragmentà en diversos emirats o taifes.

Això va provocar l'aixecament dels amazics, que retornaren a la ciutat i començaren a assetjar-la. L'exèrcit dels francs, que havia quedat molt delmat per les pèrdues tingudes en la batalla anterior, sortí a l'encontre però fou derrotat en la batalla del riu Guadiaro (21 de juny), en el transcurs de la qual va morir el comte Ermengol I d'Urgell, «El de Còrdova». Davant de la pressió dels assetjants amazics, el governador d'origen eslau Muhàmmad ibn Hixam Wàdih va trair el seu aliat i va restaurar el califa àrab Hixam al-Muàyyad bi-L·lah, el que havia estat derrocat el 1008. Però, el califa restaurat no disposava de dinars per a continuar pagant els mercenaris francs, ja que el preu pactat era de dos dinars diaris per a cada combatent, cent per a cada comte i els bisbes, a més del menjar i la beguda que calguessin. El comte de Barcelona i el d'Empúries acabaren abandonant-lo el 8 de juliol del 1010.
A més de la mort del comte d'Urgell, la guerra havia suposat la mort dels bisbes de Barcelona, de Vic i de Girona, però els que retornaren amb vida ho feren amb gran quantitat de riqueses per la suma dels pagaments més el botí acumulat en el saqueig de Qúrtuba. Per la seva part, Muhàmmad al-Mahdí bi-L·lah -"el guiat per Déu"- va acabar assassinat per esclaus amírides el 23 de juliol de 1010 i el govern quedà en mans de Muhàmmad ibn Hixam Wàdih, mentre que el pretendent amazic continuà assetjant la ciutat fins al 1013. Aquesta situació va propiciar que, entre el 1010 i el 1012, diversos governadors acabessin per proclamar-se independents, i donant lloc a les taifes: l'emirat de Dàniyya, l'emirat de Tulàytula, l'emirat de Gharnata… i que el 1015 el comte de Barcelona llancés una nova guerra contra Espanya (al-Àndalus), a la qual ben aviat seguí el pagament regular de paries, tributs que els musulmans pagaven al comte de Barcelona a canvi que aquest no els ataqués. Els pagaments de paries permeteren l'establiment d'una economia de base monetària als dominis del comte de Barcelona i que la frontera pogués ser fortificada definitivament, però implicaren altrament que no es llancessin més campanyes ofensives contra els andalusins; això impedí als magnats augmentar la seva renda, fet que esdevindria decisiu en les següents dècades.

### El condomini dels comtats establert pel testament de Ramon Borrell
El seu marit Ramon Borrell morí amb tota probabilitat de resultes d'una campanya d'atac dels sarraïns de Saraqusta contra Barcelona, concretament el 8 de setembre de 1017. Seguint les Leges Gothorum, va quedar com a usufructuària dels béns del seu difunt marit. El seu fill Berenguer Ramon I tenia tretze anys i Ermessenda s'encarregà de la seva tutela fins a la seva majoria d'edat, fet que comportava assumir la regència –el govern– dels comtats. Ramon Borrell fou sebollit a la catedral de Barcelona. El seu testament no s'ha conservat, però se'n pot deduir el contingut per les execucions testamentàries que se'n feren i altres documents posteriors; el més significatiu, però, és que el comte Ramon Borrell deixava en escriptura testamentària els comtats de Barcelona, de Girona, i d'Osona-Manresa, amb els seus bisbats, a Ermessenda de Carcassona a títol de violarium mentre aquesta visqués, tals anys més tard recordaria la mateixa Ermessenda afirmant: «domni Raymundi, comitis, viri mei, qui dimissit michi moriens praedictos comitatus et episcopatus per scripturam testamenti viuolario tenore donec viurem»; uns drets que venien a sumar-se als que ja tenia sobre els que havien estat constituïts com la dècima part de tots els béns del seu marit -dècima que s'havia concretat en el comtat d'Osona-Manresa i bisbat de Vic- i que havia rebut d'aquest en contraure-hi matrimoni en virtut de les Leges Gothorum: «per meum decimum et per sponsalitium nuptialiter michi datum». Això significava que el difunt comte havia reforçat, amb el violarium de per vida, els drets que Ermessenda ja tenia mentre continués vídua, però que podia perdre de tornar-se a casar i, per tant, deixava establert de facto un condomini entre el seu fill i la seva muller, de manera que aquesta continuaria governant mentre visqués; efectivament, Ermessenda primer governà en solitari mentre durà la tutela o regència per la minoria d'edat del seu fill, i després cogovernà amb ell exactament igual com fins aleshores havia cogovernat amb el seu marit. La peculiaritat d'aquests títols jurídics concedits per Ramon Borrell a la seva muller, i que Ermessenda de Carcassona sempre reivindicà enfront dels títols jurídics del seu fill Berenguer Ramon I en primer terme, i del seu net Ramon Berenguer I després, provocaren el desencadenament de plets, diferències, lluites i violències que paralitzaren la governació dels comtats durant les dècades següents.

## Cogovern amb el seu fill Berenguer Ramon

### Regència i enfrontaments

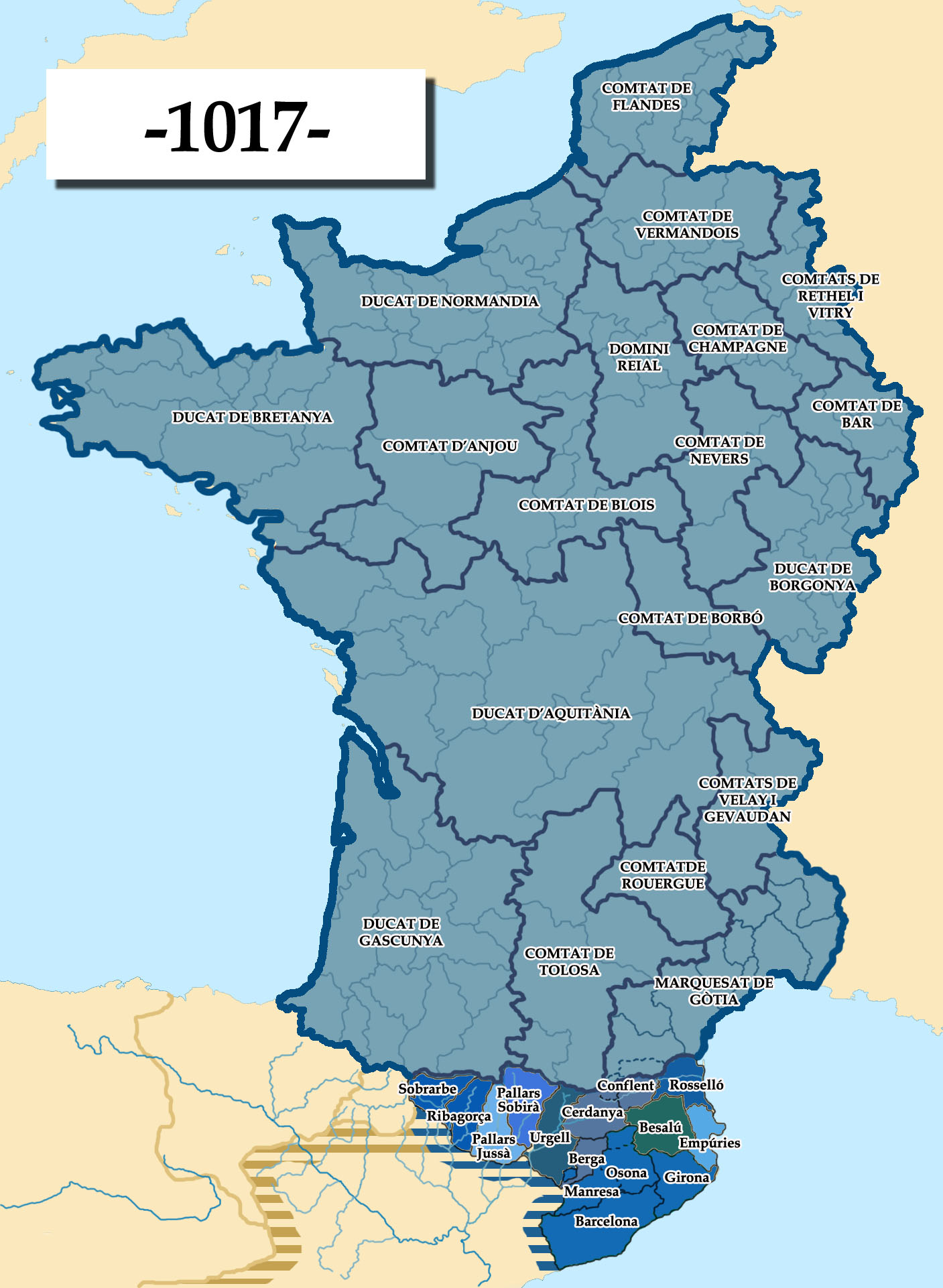
L'any 987, amb l'extinció de la dinastia carolíngia i l'entronització d'Hug Capet, la majoria dels comtes del sud dels Pirineus ja no rendiren vassallatge als reis de França.
Potestas d'Ermessenda i Berenguer Ramon I
Potestas de Bernat I de Besalú
Potestas de Guifré II de Cerdanya
Potestas d'Ermengol II d'Urgell
Potestas d'Hug I d'Empúries
Potestas de Gausfred II de Rosselló
Potestas de Guillem II de Pallars Sobirà
Potestas de Ramon IV de Pallars Jussà
Potestas de Guillem de Ribagorça

La tutela o regència d'Ermessenda sobre el seu fill, «supradicta comitissa tutelam filii sui Berengarii comitis», començà el setembre del 1017, quan aquest encara tenia tretze anys i era menor d'edat, i hauria d'haver acabat c.1018, si Berenguer Ramon I, que ja havia assolit els catorze anys, s'hagués casat. Durant aquest període, el 1018, Ermessenda nomenà Oliba abat del monestir de Sant Miquel de Cuixà, com a bisbe de la diòcesi de Vic. Aquest presidí, amb Bernat I de Besalú, l'assemblea judicial que es reuní a Girona el 1019 i que havia de dirimir la propietat de l'alou d'Ullastret, ocupat poc abans pel comte Hug I d'Empúries, al·legant que la venda que n'havia fet a Ramon Borrell havia tingut lloc durant la seva minoria d'edat, i que per tant no era vàlida; l'assemblea, però, es pronuncià en favor d'Ermessenda i resolgué la devolució de l'alou. A finals del 1019, però, la tensió entre mare i fill anà en augment, en part per la resistència d'Ermessenda a cedir poder i en part per disputes relatives al dot deixat per Ramon Borrell al seu fill. L'enfrontament, «querela», entre ambdós es va agreujar quan els comtes de Besalú i Cerdanya varen donar suport a Ermessenda, que s'havia fet forta al comtat de Girona, el bisbe del qual era el seu germà Pere Roger, i queda evidenciat per la convenientiae que Ramon Berenguer establí amb Ermengol II d'Urgell i en la qual s'ignoraven els drets de la comtessa Ermessenda. En aquesta convenientiae, potser una de les més antigues conservades a tot Europa, Berenguer Ramon es compromet a lliurar un centenar de modis de blat a Ermengol II d'Urgell en tant el primer hagués recuperat el comtat de Girona.
Durant aquest període d'enfrontament amb el seu fill, també hagué de fer front a les hostilitats dels pirates sarraïns d'Abu-l-Jayx al-Muwàffaq, anomenat «Mujàhid». Aquest era un esclau llibert que, arran de les lluites internes al califat de Còrdova iniciades el 1008, fugí de Qúrtuba i s'instal·là primerament a Turtuixa, d'on fou expulsat, i després a Balànsiyya, d'on també fou expulsat. Radicat finalment a Dàniyya, aconseguí prendre el poder i autoproclamar-se emir, i constituí el 1010 l'emirat de Dàniyya. Mujàhid aconseguí el 1015 conquerir les Illes Balears i a partir d'aleshores bastí una potent flota que es dedicà fonamentalment a la pirateria de la costa mediterrània. Construí unes drassanes a al-Summān, el port de Dàniyya, que esdevingueren la principal base de les seves operacions. Per a fer front als atacs que els sarraïns llançaven contra les costes dels seus dominis, Ermessenda de Carcassona contractà els serveis de Roger de Tosny, un noble normand castigat amb l'exili per enfrontar-se al seu senyor Ricard II de Normandia. En les cròniques del monjo Ademar de Chabannes (c. 989-1034), es descriuen les gestes del normand Roger de Torsy lluitant i aterrint els pirates sarraïns de l'emir de Dàniyya Abu-l-Jayx al-Muwàffaq, i com aquest finalment hauria segellat la pau amb Ermessenda. Així mateix, es relata que el 1020 la filla de la comtessa de Barcelona, Estefania Ramon, s'hauria cassat amb Roger de Tosny, però que el 1024, en obtenir el permís del duc Ricard II de Normandia per finalitzar el seu exili, aquest hauria retornat a Normandia.

### Majoria d'edat de Berenguer Ramon
El 1021, se celebrà el matrimoni entre Berenguer Ramon I i Sança de Castella, matrimoni que, c. 1016, el seu pare el comte Ramon Borrell ja havia pactat amb el comte Sanç Garcia de Castella, però que havia quedat estroncat temporalment per la mort d'ambdós el 1017. Amb aquest matrimoni, Ramon Berenguer assolia la majoria d'edat i finalitzava la tutela de la seva mare, per bé que les desavinences entre ambdós no es resolgueren definitivament fins a l'11 d'octubre del 1023, quan partiren els seus dominis de manera que Ermessenda empenyorà a Berenguer els seus drets als castells dels comtats de Barcelona i Osona, i ella es feu amb els del comtat de Girona. L'acord se segellà disposant diversos castells com a garantia i realitzaren un iuro ego (jurament) mutu de fidelitat. A partir d'aleshores, Ermessenda i el seu fill Berenguer Ramon I cogovernaren els seus comtats signant conjuntament la major part dels documents, si bé Berenguer ho feia com a «comte i marquès», mentre que la seva mare ho feia com a comtessa. Ermessenda només va fer actes de govern en solitari quan estaven relacionats amb les seves propietats. En aquest període, actuà de mitjancera en desavinences com la que enfrontà Hug I de Cervelló amb l'abat Oliba, o la disputa que esclatà entre el bisbe d'Urgell i l'abat de Santa Cecília d'Elins. El seu fill enviudà c. 1027, any a partir del qual se'l documenta amb la seva segona muller, Guisla de Lluçà, filla de Sunifred de Lluçà i d'Ermessenda de Balsareny.

### La revolució feudal i la Pau i Treva de Déu

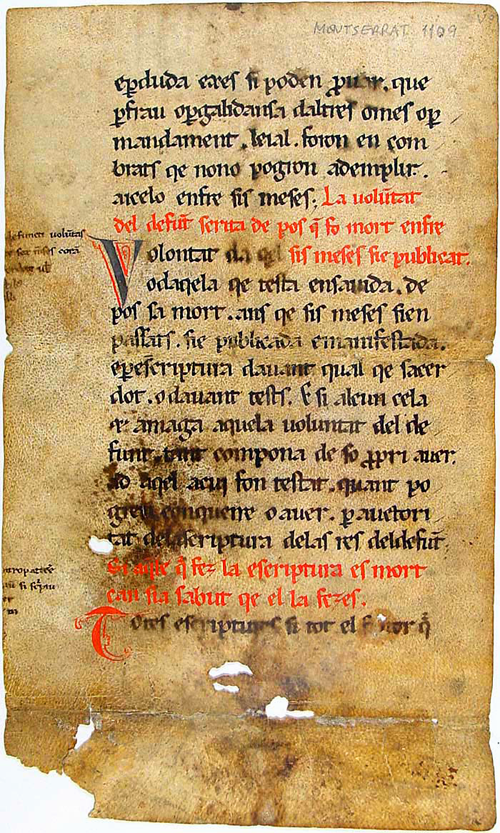
La Lex Visigothorum es veié greument afectada per la revolució feudal en els temps d'Ermessensa de Carcassona. Va haver de transcórrer un segle fins que, a mitjan, la Lex Visigothorum fos traduïda i compilada de nou en el Liber Iudicorum (Llibre dels jutges), i esdevingué el primer text escrit en llengua catalana.

La resistència contra l'arbitrarietat i la il·legalitat dels nous barons feudals i el creixent procés de feudalització es van manifestar en un primer moment creant la figura del levita-castlà, que havia de defensar les terres dels monestirs a les zones frontereres dels atacs dels barons, de manera que molts clergues van participar en guerres privades. Els pagesos, també víctimes de la violència feudal, s'acolliren a la protecció de l'Església. Es crearen les sagreres, uns espais de pau més o menys circulars d'un radi de 30 passes entorn d'una església i delimitat pels bisbes en el moment de la seva consagració. En aquest espai, hi havia immunitat territorial en virtut del dret d'asil eclesiàstic. Els pagesos van aprofitar aquest espai de seguretat per a construir-hi magatzems on guardar les collites i les eines de l'explotació, i a poc a poc hi van construir cases i masos fomentant l'hàbitat concentrat. La màxima expressió contra la violència feudal, la constituïren les assemblees de Pau i Treva de Déu, unes assemblees de pagesos i clergues amenaçats pels nous senyors feudals que, a l'empara de la religió, aconseguiren imposar treves a la violència feudal.
El 1027, a Toluges (Rosselló), se celebrà l'assemblea de Pau i Treva de Déu més antiga coneguda i que fou presidida per l'abat Oliba; en aquesta, es va proclamar la inviolabilitat del patrimoni eclesiàstic alhora que es va imposar una treva des de l'hora novena del dissabte fins a la primera del dilluns, al·legant que el diumenge era sagrat; aquest temps de pau es va anar ampliant successivament en posteriors assemblees. La revolució feudal iniciada en temps d'Ermessenda de Carcassona no es clogué fins transcorregut un segle, quan es reposà l'autoritat comtal, ara reial, en la persona d'Alfons el Cast (1157-1196), primer rei d'Aragó i comte de Barcelona. El 1173, Alfons el Cast ordenà la primera recopilació dels Usatici Barchinonae, que recollien bona part de l'antiga Lex Visigothorum i avalaven l'autoritat suprema del prínceps per damunt de tots els barons, amb la voluntat de convertir-los en la llei de Catalunya «Consuetudinem Cathalonie» i imposar-la als barons. L'Església va cedir al sobirà la presidència de l'assemblea de Pau i Treva de Déu realitzada a la Fondarella el 1173, i allí Alfons el Cast aconseguí que els barons el reconeguessin ja no com a senyor de vassalls, sinó com el qui ostenta la Potestas que manté l'ordre públic en tota «la terra que va des de Salses fins a Tortosa i Lleida», definint així els límits de Catalunya.
En aquest context de sollevament feudal, el 30 de juliol de 1032 s'efectuà el judici que enfrontava el baró de la frontera del Penedès Mir Geribert contra el monestir de Sant Cugat del Vallès. Mir Geribert, casat amb Disposa de Sant Martí, pledejava pels drets a l'alou de Calders, que creia que corresponien al seu fill com a hereu del llinatge dels Sant Martí, mentre que el monestir al·legava els seus drets en virtut d'un decret, perdut, del rei Lluís IV de França «el d'Ultramar» (921-954), que hauria estat confirmat posteriorment per un altre decret, també perdut, del seu fill Lotari I de França (954-986). Com que cap d'aquests documents existia, els jutges resolgueren que calien testimonis, testimonis que l'abat Guitard trobà quan aparegueren dos ancians que afirmaven haver vist els decrets amb els seus propis ulls. Seguidament, foren rebutjats els testimonis presentats per Mir Geribert i recolzant-se en una anterior confirmació dels comtes de Barcelona, els jutges acabaren sentenciant en favor dels cenobis malgrat les escridassades, «viciferebat», que els llançava Mir Geribert.

### Mort i testament de Berenguer Ramon
El poder i l'hegemonia del comtat de Barcelona quedaven en entredit en el testament que el 30 d'octubre del 1032 redactà Berenguer Ramon I abans de viatjar a Roma. Aquest repartia els seus dominis entre els fills. Ramon Berenguer I va rebre els comtats de Barcelona fins al riu Llobregat i el comtat de Girona, mentre que el seu germà Sanç Berneguer va rebre el territori fronterer que anava des del Llobregat fins a la terra dels musulmans, quedant constituït com a nou comtat del Penedès amb capital a Olèrdola; el seu germanastre Guillem Berenguer va rebre el comtat d'Osona, territori en condomini amb la seva mare Guisla de Lluçà. Tots els germans havien d'estar sota l'obediència i tutela (sub obsequio et bajulia) del germà gran, el comte de Barcelona Ramon Berenguer, per bé que finalment acabarien renunciant als seus dominis anys després. Berenguer Ramon I morí abruptament al palau comtal de Barcelona el 31 de març de 1035 a l'edat de 31 anys. En el seu testament, no esmenta la seva mare i atorga la tutela dels seus fills a la seva muller, Guisla de Lluçà; però, segons les Leges Gothorum, aquesta perdé tots els drets quan el seu pare la casà de nou amb el vescomte de Barcelona Udalard II. Aquest fet plantejà un buit de poder respecte a la tutela o regència dels fills durant la seva minoria d'edat, moment en el qual i a fi d'evitar la disgregació del poder comtal barceloní, novament Ermessenda, que aleshores tenia prop de seixanta anys, va al·legar el condomini -la propietat compartida- sobre els tres comtats i els seus bisbats que havia establert per testament el seu difunt marit. Donada la minoritat dels tres germans, aquesta disposició testamentària va facultar Ermessenda per exercir de nou el govern dels comtats, recolzant-se en el consell d'homes que li eren fidels i partidaris de l'ordre públic tradicional, com ara els bisbes Oliba de Vic i Pere Roger de Girona, el prohom Gombau de Besora, el jutge Ponç Bonfill Marc, Amat Elderic d'Orís, a qui Ermessenda havia nomenat senescal de Barcelona, el fill del vescomte de Barcelona Guislabert, que havia estat nomenat bisbe de Barcelona el 1034, o Guillem de Muntanyola. Però, tot i així, es podria dir que els comtats, malgrat els esforços d'Ermessenda, van restar sense una autoritat prou forta que pogués contenir les aspiracions dels magnats, que iniciaren un procés de feudalització desafiant l'autoritat del prínceps de Barcelona i l'Església.

## Cogovern amb el seu net Ramon Berenguer

### Regència i aixecament de Mir Geribert

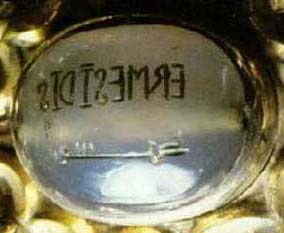
Segell personal d'Ermessenda de Carcassona.
Era utilitzat per signar documents (llegenda invertida) i el seu nom, tant en llatí com en àrab i en ambdós alfabets, «ERMESI[N]DIS», està gravat sobre una calcedònia de tons violats. Fou reutilitzat el 1438 per a embellir la custòdia gironina del Corpus Christi. (Museu Capitular de Girona).

Durant el cogovern de Berenguer Ramon I i la seva mare Ermessenda (1017-1035), els barons de la frontera amb l'islam, i especialment al Penedès, varen tractar de prescindir de la Potestas del comte i prengueren ells mateixos el control de les fortaleses de què disposaven per alienar-les o infeudar-les com si fossin de la seva propietat, això és, sense la supervisió de la cúria comtal. Aquest rebuig dels nobles a l'autoritat comtal els dugué a una enemistat irreductible amb Ermessenda, única titular efectiva de la Potestas a Barcelona, Girona i Osona després de la mort del seu fill Berenguer Ramon I (1035) i durant la minoria d'edat dels seus nets Ramon Berenguer I, Sanç i Guillem. Dins del grup de consellers de qui s'havia envoltat la comtessa, hi havia nobles com Amat Elderic d'Orís i Gombau de Besora, vinculats a la part septentrional del comtat d'Osona, on les transformacions socials no havien estat tan profundes com a la zona fronterera del Penedès, amb què mirava de mantenir la legalitat vigent en contra de les usurpacions dels nobles feudals a la regió.
Entre aquests aristòcrates castrals, antics veguers esdevinguts senyors, al Penedès destaca Mir Geribert, amb influències a Barcelona com a cosí del vescomte Udalard II (1041 - 1077) i del bisbe Guislabert (1034 - 1066). A l'àrea de frontera, a més, Mir Geribert posseïa els castells de Subirats i el de Lavit, heretats dels seus pares cap al 1030, la fortalesa de Ribes, que va concedir-li el seu cosí el bisbe Guislabert, i la castellania de Sant Martí Sarroca, adquirida per enllaç matrimonial. Sent el més poderós dels barons del Penedès, cap al 1035, quan la mort i el testament de Berenguer Ramon I acabà d'esfondrar el poder comtal, per marcar la seva autoritat, Mir Geribert es donà el títol de príncep d'Olèrdola. Els nobles del Penedès, aplegats al voltant del seu líder, Mir Geribert, eren contraris al poder comtal perquè mantenia la pau amb l'islam, que resultava beneficiosa per als comerciants barcelonins i per al comte, els quals rebien les paries o tributs dels reis de les taifes musulmanes, però era completament ruïnosa per als nobles, que només podien accedir a l'or àrab mitjançant la guerra i el botí. Els barons penedesencs tampoc no acceptaven que el comte de Barcelona atorgués privilegis de franquesa, o sigui, garantia de llibertat i de seguretat de béns, a les comunitats pageses, perquè això limitava la possibilitat d'imposar el ban senyorial als camperols. Per aquesta raó, abolint pel seu compte les franqueses i concedint, en acte de sobirania, als seus castlans el dret d'imposar tributs a les persones lliures de la castellania, Mir Geribert afirmava la seva condició de cabdill dels nobles feudals.

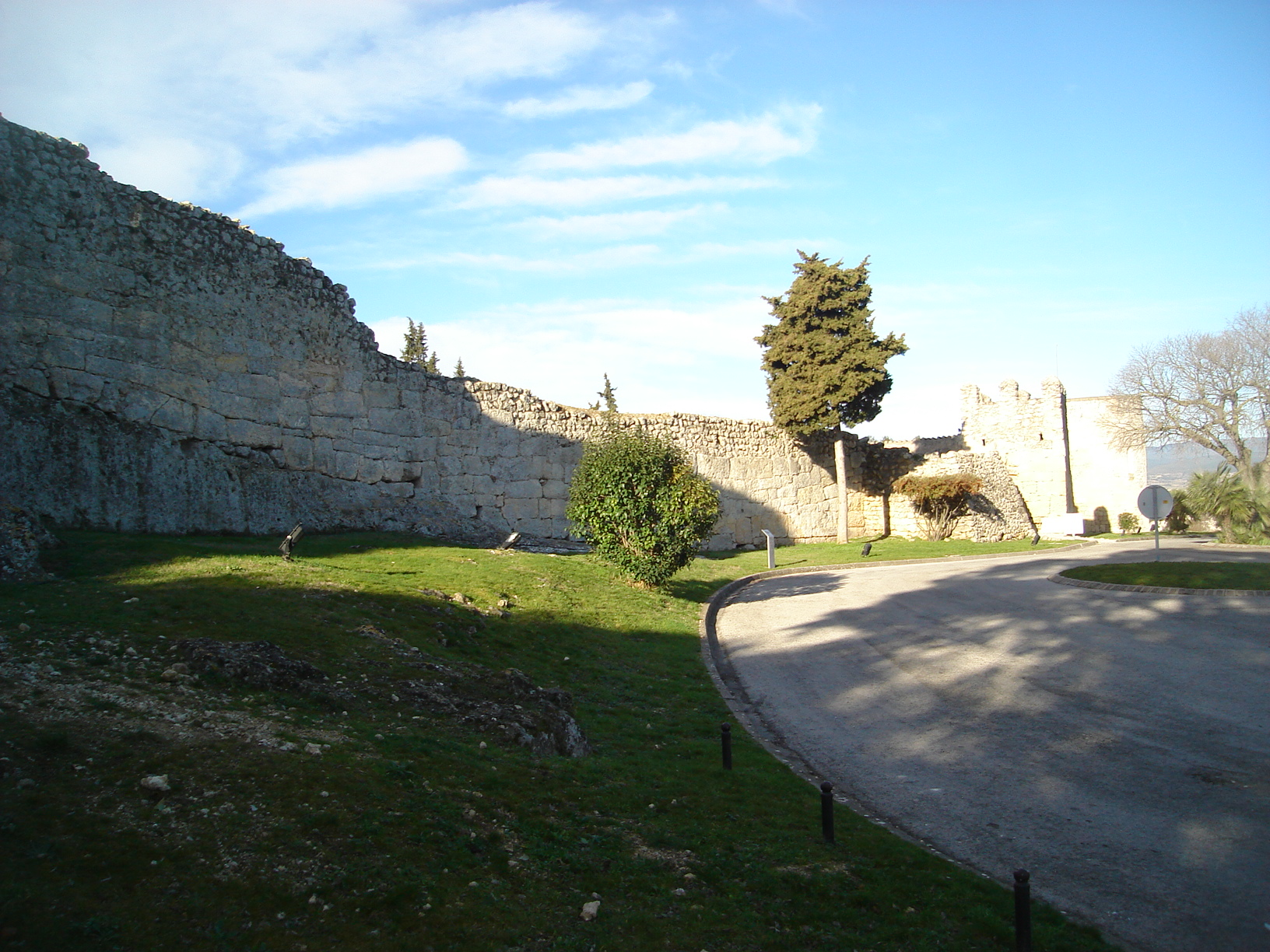
Muralles romanes del castell d'Olèrdola. El noble Mir Geribert s'autoproclamà «príncep d'Olèrdola» i convertí aquest fortificat castell en el seu principal bastió.

Un altre greuge dels barons penedesencs contra el poder comtal era el seu suport a les pretensions del monestir de Sant Cugat del Vallès, el qual, basant-se en unes concessions que li hauria fet el rei de França, es proclamava propietari de grans dominis territorials a l'àrea de frontera; llavors, quan reeixia algun intent de colonització dirigit per un noble castlà mitjançant el sistema de quadres, el monestir reclamava els seus drets sobre l'indret exhibint davant dels jutges dels tribunals comtals els pergamins de Lluís el Pietós, gràcies als quals els monjos aconseguien sempre sentències favorables en els plets contra els clans aristocràtics, com ara la família vescomtal o els castlans de Sant Martí Sarroca; per això, algunes famílies nobles, com els Cervelló, decidiren prescindir dels tribunals, en què sempre tenien les de perdre, i apoderar-se per força dels béns de l'abadia.
Entre aquests dos bàndols enfrontats —el de Mir Geribert i el d'Ermessenda—, a més de diferències ideològiques o interessos contraposats, hi ha, com explica Pierre Bonnassie en Catalunya mil anys enrere, un fet generacional: Mir Geribert i els seus barons són joves, motiu pel qual, no havent viscut l'esplendorosa època de Borrell II (948 - 992) i Ramon Borrell (992 - 1017) sinó només la ineptitud de Berenguer Ramon I i l'autoritarisme odiós i estèril d'Ermessenda, les idees de la potestas comtal i de respecte a la llei escrita, continguda dins el Liber Iudiciorum, els resultaven no sols incòmodes, sinó també incomprensibles, ja que, per a ells, no hi havia més normes de relacions socials que les convenientiae, els juraments i les infeudacions; per la seva banda, els adversaris dels barons feudals, persones que havien viscut el gran moment de l'autoritat comtal del final del segle x, eren vells: el 1040, Ermessenda, amb prop de seixanta-cinc anys i l'abat Oliba, nat el 971, seixanta-nou, la mateixa edat que devien tenir Gombau de Besora i Amat Elderic d'Orís; per a tots ells, doncs, la Potestas comtal, la justícia pública i el dret de la Lex Visigothorum no eren elements d'un passat llunyà, sinó coses vives i presents la continuïtat de les quals calia defensar.

### Enfrontaments entre Ermessenda i Ramon Berenguer I
Entre el 1035 i el 1039, Ermessenda havia exercit la regència. Però, l'abril del 1039, Ramon Berenguer I s'uní en matrimoni al monestir de Sant Cugat amb Elisabet de Nimes, assolint definitivament la majoria d'edat. Però, tal com havia succeït en temps del seu fill, la fi de la regència no significà que Ermessenda abandonés el poder, ja que feu valdre de nou els condomini de per vida que li havia deixat el seu difunt marit. El 1041, esclatà l'enfrontament entre ambdós, fet que quedà patent en els juraments de fidelitat que recolliren cadascun i dividí en dos partits els magnats. Aquest enfrontament, més greu que el succeït amb el seu fill, es perllongà fins al 1043, any en el qual finalitzà la guerra quan Ermessenda realitzà un iuro ego de fidelitat al seu net, per bé que sense renunciar a cap dels seus drets.
A partir d'aleshores, tornaren a cogovernar, apareixent els dos signat els documents, i recolzant Ermessenda el seu net Ramon Berenguer I per poder dominar la situació de conflicte que tenia a Barcelona amb el clan vescomtal. Ermessenda va imposar que Ramon Berenguer I es casés amb Blanca de Narbona, dona de confiança d'Ermessenda. En el seu govern, el comte no seguia les directrius de la seva àvia d'aconsellar-se dels jutges i dels prelats, sinó que resolia les seves relacions amb la noblesa mitjançant convenientiae i no pas d'acord amb la llei. Per això, va començar a crear-se una nova tibantor entre Ermessenda i el seu net que arribà a la ruptura total entre el 1052 i el 1053, quan Ramon Berenguer I va prendre la decisió de repudiar Blanca de Narbona i va casar-se amb Almodis de la Marca. Durant el conflicte, es repetiren els iuro ego fidelitat i les convenientiae, i quedà reflectit com Ponç I de Cabrera i Ramon Folc I de Cardona realitzaren sengles iuro ego a Ramon Berenguer. Per la seva part, la muller repudiada instà amb el suport d'Ermessenda les jerarquies eclesiàstiques, fins que vers el juny del 1055 aconseguiren del papa Víctor II i dels arquebisbes de Narbona i d'Arle una sentència d'excomunió contra Ramon Berenguer I i Almodis de la Marca per adulteri. L'acusació es basava en el fet que, per a unir-se a Ramon Berenguer, Almodis havia abandonat el seu anterior marit, el comte de Tolosa Ponç III. L'excomunió del 1055 va significar un cop molt dur a l'autoritat de Ramon Berenguer I, que Mir Geribert va aprofitar per estendre els seus pillatges i rapinyes no sols al Vallès, sinó a Osona i tot, on s'apoderà de l'herència del seu sogre, Gombau de Besora; per altra banda, el comte Guillem II de Besalú va trencar un compromís de matrimoni amb la germana d'Almodis i es disposà a entrar, juntament amb Roger, comte de Foix i de Carcassona i nebot d'Ermessenda, en una coalició que la vella comtessa pretenia dirigir contra el seu net. La tensió anà a més quan, el 12 de novembre de 1056, Ramon Berenguer va donar en dot esponsalici la dècima part de tots els dominis, que es corresponien exactament amb els que tenia Ermessenda en virtut del seu matrimoni amb Ramon Borrell, i on exercia la seva potestas.

## Remissió del condomini, mort i sepultura d'Ermessenda

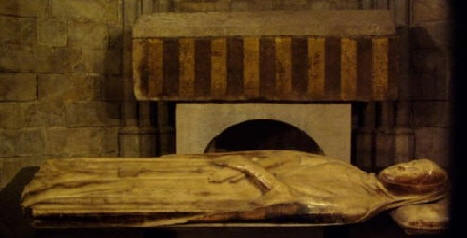
Els sepulcres romànics d'Ermessenda de Carcassona i del seu besnet Ramon Berenguer II presenten com a única decoració exterior franges verticals pintades de color roig i daurat. L'anàlisi fisicoquímica dels pigments de les pintures determinà que tant el pigment roig com el daurat presentaven «la mateixa composició en els dos sarcòfags» i que el roig fosc és degut a la presència d'hematites mentre el daurat és donat per la presència d'or. L’anàlisi dels pigments situen la pintura al voltant dels anys 1100-1150. Són components semblants als que es van fe servir per les pintures de les esglésies romàniques del Pirineu català.

En els darrers anys, Ermessenda havia perdut part dels seus consellers més poderosos com l'abat Oliba, mort el 1046, o Gombau de Besora, mort el 1050 llegant els seus béns a la seva filla Guisla de Besora, esposa de Mir Geribert, cosa que aportava de facto més poder a un dels enemics d'Ermessenda. Un any més tard, el 1051, també morí el seu germà el bisbe Pere Roger. Ermessenda cercà noves persones de confiança com el bisbe de Vic Guillem de Balsareny, germà de l'antic conseller Guifré de Balsareny, que alhora era cosí de la vídua de Berenguer Ramon I, la comtessa Guisla de Lluçà. Però, el 4 de juny del 1057, havent-se dissolt el seu grup de confiança per la mort dels seus principals consellers i comprenent, potser, que al capdavall la seva actuació només feia que perjudicar el seu net i afavorir els barons feudals rebels, va decidir jurar fidelitat al seu net Ramon Berenguer I i a la seva muller Almodis de la Marca, i vendre'ls-hi el condomini que li havia deixat en violarium de per vida el seu difunt marit per mil unces d'or; així mateix, va comprometre's a intercedir davant la Santa Seu per aixecar les excomunions. Després de quaranta anys d'haver estat una figura clau en l'evolució política dels comtats de Barcelona-Girona-Osona, Ermessenda de Carcassona es retirà al castell del difunt Gombau de Besora, a Sant Quirze de Besora, on redactà testament el 25 de setembre de 1057 pel seu desig d'anar a Roma i a Sant Jaume de Galícia.
La mort d'Ermessenda ocorregué el diumenge 1 de març de 1058, pocs dies després que aquesta fes el seu codicil testamentari en què confirmava el seu anterior testament, hi afegia dos nous marmessors, expressava el seu desig de ser sebollida a la seu catedralícia de Girona, i realitzava diverses donacions a particulars i esglésies que sumaven 5.260 mancusos, xifra equivalent a 526 unces d'or, pràcticament la meitat que havia cobrat pel seu condomini i dot matrimonial que equivalien a 20,251 kg del metall preciós. (A 23 de juliol de 2003, el preu era d'11,14 €/gram d'or, equivalent, doncs, a 225.596 €). El codicil testamentari fou signat «a IIII de kalendes de març de l'any XXVII del regnat del rei Enric I de França», és a dir, el 26 de febrer del 1058. Seguidament, el text afegeix que morí el dia primer de març al vespre: «... et obiit marcii vespere facto». Les seves voluntats testamentàries foren fetes públiques el 6 de febrer del 1058 al capítol de Santa Maria de la seu de Girona.
El cos d'Ermessenda fou traslladat del seu castell de Sant Quirze de Besora a la catedral de Girona per ser sebollit en un sarcòfag fet d'un sol bloc de pedra marès rosa, buidat en forma antropomòrfica. El sarcòfag fou situat originàriament, i tal com era costum aleshores, a la galilea que hi havia situada a la part frontal de la catedral. La galilea o nàrtex d'un temple era un vestíbul cobert que hi havia en algunes esglésies romàniques i era situat a la part frontal, abans de la porta d'accés al temple; la seva principal funció era allotjar les persones no admissibles per al culte i, fins al segle xiv, també serví per a col·locar-hi els sepulcres de personalitats importants. El seu besnet Ramon Berenguer II «el Cap d'Estopes» morí vint-i-quatre anys després, el 1082, i fou sebollit en un sarcòfag romànic de tipologia similar al d'Ermessenda i situat també a la galilea. A partir del 1312, es van iniciar les obres per aixecar una nova catedral gòtica sobre l'antiga romànica. L'altar major es va consagrar el 1347 i es va procedir a l'enderrocament de la capçalera romànica. El 1385, el rei Pere el Cerimoniós ordenava la reorganització dels panteons reials del monestir de Santa Maria de Poblet, i alhora ordenava que els sepulcres de Ramon Berenguer II i d'Ermessenda de Carcassona fossin traslladats des de l'exterior de la galilea frontal a l'interior de la nova catedral gòtica. El sarcòfag del comte fou situat sobre la porta de la sagristia, i el de la comtessa damunt la porta que dona accés a l'escala del trifori. Així mateix, ordenava la construcció de dos nous sepulcres d'estil gòtic, que es limitaren a revestir amb plafons laterals d'alabastre decorats amb el senyal reial els sarcòfags romànics originals, deixant-los completament coberts. També ordenava a l'escultor mallorquí Guillem Morell esculpir sengles estàtues jacents dels sobirans que foren col·locades al vessant davanter anterior de la tapa. El 1982, amb motiu dels 9 segles de la mort del comte Ramon Berenguer II, els sepulcres gòtics foren oberts i aleshores es descobrí que els sarcòfags romànics originals presentaven com a única decoració externa disset franges verticals amb els colors roig i daurat pintats en data indeterminada. Aquestes pintures han estat argumentades com a possibles emblemes preheràldics anteriors a l'evidència històrica més antiga que existeix sobre del senyal heràldic dels quatre pals, que apareixen per primera vegada un segle després en l'escut d'armes que porta Ramon Berenguer IV en un segell que valida un document del 2 de setembre de 1150.

## Donacions d'Ermessenda

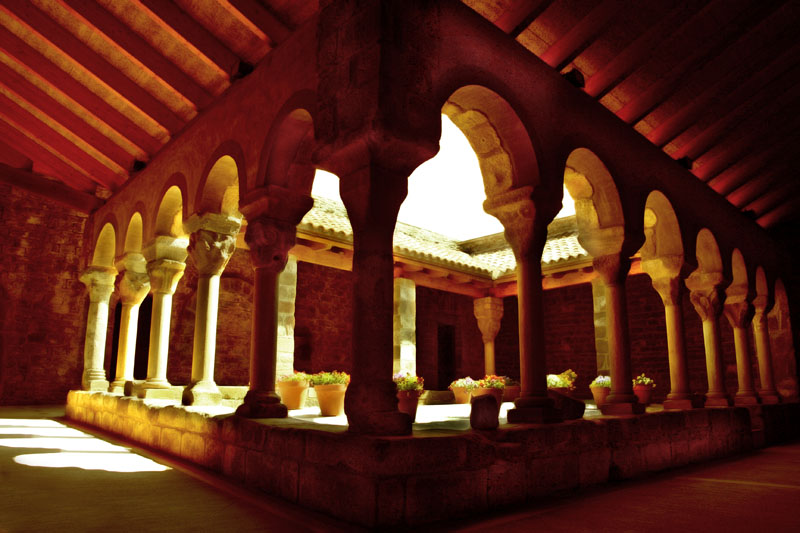
Claustre de Sant Pere de Casserres, erigit en l'alou que Ermessenda de Carcassona cedí el 1006 a la vescomtessa d'Osona Ermetruit perquè hi fundés el monestir.

Ermessenda va realitzar importants donacions a les esglésies de les diòcesis catòliques, amb la finalitat de promoure la independència econòmica d'aquestes institucions que en aquella època es trobaven en decadència. En aquest temps, també era competència d'ella i del seu marit el nomenament dels principals càrrecs eclesiàstics com els abats i els bisbes. A la mort del bisbe de Girona, Odó, abat del monestir de Sant Cugat del Vallès l'any 1010, van fer ús de la seva competència per a nomenar els principals càrrecs eclesiàstics i aconseguir el nomenament de Pere Roger, germà petit d'Ermessenda, com a nou bisbe de la ciutat.
El 995, van fer una donació de terres a Santa Cecília de Montserrat; com a comitents, el 997, van donar l'alou del Fai a Gombau de Besora a condició que hi construís el monestir de Sant Miquel i, el 1006, també van cedir a la vescomtessa d'Osona Ermetruit l'alou corresponent per fundar-hi el monestir de Sant Pere de Casserres.
El 1013 i el 1014, els comtes van adquirir el domini de Sant Llorenç del Munt i van propiciar-hi la construcció d'una abadia independent, que van afavorir els anys següents amb cessions com les de la Llacuna, Ullastrell o Castellar del Vallès.
El compromís dels comtes amb l'església es va reforçar i el mateix bisbe Pere esmentava l'important paper adquirit pels comtes en l'obra de la seu, a la qual el matrimoni va donar l'any 1015 cent unces d'or per a la construcció dels murs i la coberta de la nova catedral romànica de Girona, a la qual també donà un retaule fet d'or amb figures en què, possiblement, hi havia una reproducció del seu rostre, encara que malauradament es perdé el 1835 amb la subsegüent desmortització de Mendizábal. També animà les noves fundacions, com el capítol de la catedral de Girona, el monestir femení de Sant Daniel de Girona o el masculí de Sant Feliu de Guíxols.
De fet, la primera menció coneguda del monestir de Sant Daniel de Girona és per la donació que la comtessa i el seu fill Berenguer van fer l'any 1018 de totes les terres que tenien a la vall de Sant Daniel, seguint un desig del comte Ramon Borrell, mort l'any anterior.
Ermessenda va tenir un paper important en la renovació de la vida monàstica i en la introducció de la reforma gregoriana als seus dominis, amb el suport de l'abat Oliba de Ripoll. Així mateix, feu importants donacions a l'Església catòlica romana en el seu testament.

## Títols i successors
Havent cogovernat amb el seu marit Ramon Borrell I de Barcelona, a la mort d'aquest el 1017 assumí la regència fins que el seu fill Berenguer Ramon I de Barcelona «el Corbat» assolí la majoria d'edat, el 1023. A la mort del seu fill, el 1035, assumí novament la regència del seu net Ramon Berenguer I de Barcelona «el Vell».
- El 5 de març del 994: Ego Raimundus, gratia Dei comes, et uxori sue Ermessendis, comitissa, […] Sig+num Reimundus, gratia Dei comes Sig+num Ermessindis comitissa.[64]
- El 13 de novembre del 1018: Ego Ermessindis, comitissa, […] Sig+num Ermessindis comitissa.[65]
- El 19 de juny del 1030: Ego Ermessindis, divine largiente clementia comitissa, simulque cum filio meo domno Berengario, comite, […] Sig+num Ermessindis, gratia Dei comitissa, Berengarius, comes.[66]
- El 9 de febrer del 1038: ''Ego vero Ermessindis, gratia Dei comitissa, […] Sig+num Ermessindis, gratia Dei comitissa.[67]

## Cultura popular
Al districte de l'Eixample de Barcelona, hi ha un parc interior en una illa de cases anomenat, en el seu honor, Jardins d'Ermessenda de Carcassona, i es troba entre els carrers d'Urgell i Borrell, i entre els de Provença i Mallorca. Es tracta d'un espai recuperat que configura uns recorreguts, recolzats en parterres ondulats amb gespa, heures i arbres, que des de l'entrada acompanyen fins a l'interior de l'illa. És en aquest punt central on agafa protagonisme una gran zona d'esbarjo per a nens, organitzada amb diferents àrees amb jocs, adequades per a diferents franges d'edat i amb paviments de cautxú de diferents colors, i un sorral.

### Sèrie de TV3
L'any 2010, el canal de televisió TV3 va realitzar una sèrie de ficció històrica en dos capítols basada en la seva biografia. El rodatge va durar nou setmanes i l'estrena es feu en dues parts el 21 i el 22 de març de 2011. El guió va ser obra de Mercè Sàrrias i Núria Furió, guionistes de Porca misèria. La va dirigir Lluís Maria Güell, que ja havia dirigit la minisèrie Arnau, i va tenir Laia Marull com a protagonista.
La sèrie es va estrenar amb el lema La dona més poderosa de la història de Catalunya, fent referència a la naixent nació catalana, ja que Catalunya no fou forjada com a estat unificat fins al regnat d'Alfons el Cast (1157-1196), però el comtat de Barcelona en fou el nucli originari i aportà un corpus legislatiu amb els Usatici Barchinonae (Usatges de Barcelona), un marc jurídic amb el Liber domini regis (Llibre del senyor rei), uns referents culturals amb les Gesta Comitum Barchinonensium (Gestes dels comtes de Barcelona), i àdhuc el simbolisme, ja que, d'una banda, el sobirà de Catalunya ostenta la dignitat de «comte de Barcelona» i, de l'altra, les armes del llinatge dels comtes de Barcelona han esdevingut l'escut de Catalunya.

## Comentaris
1. ↑  Ermessén, Ermessindis, Ermessendis, Ermessenz o Armessén en textos anteriors al segle xv
2. 1 2  No es conserven documents del seu matrimoni, però se la documenta per primera vegada al costat del seu marit en una donació al monestir de Santa Cecília de Montserrat realitzada el 991 (Vegeu: Gil, p. 39 i 84)
3. ↑  No existeix cap seguretat respecte al nombre de fills de la parella. A (Pladevall, pàg. 6) només es reconeix l'existència de Berenguer Ramon I, però altres fonts (Aurell, pàg. 45-47), basant-se en les cròniques d'Ademar de Chabannes de la catedral d'Angulema, defensen l'existència d'una filla anomenada Estefania que hauria estat cedida en matrimoni el 1020 al mercenari normand Roger de Tosny, que havia estat contractat per Ermessenda per defensar les seves possessions. A (Aurell, pàg. 210) es documenta un segon matrimoni d'Estefania el 1039 amb Garcia Sanxes III «el de Nájera» (1020-1054), rei de Navarra. A (Lacarra pàg. 237-248) es documenta la presència de Ramon Berenguer I amb Estefania al costat dels Garcia en la inauguració del monestir de Santa Maria la Real de Nájera el 1052, així com el fet significatiu que una de les filles de Garcia Sanxes i Estefania s'anomenés Ermessenda. Amb tot, la dona de Garcia Sanxes s'ha identificat amb Estefania de Foix, filla de Bernat I de Foix, per la qual cosa resulta dubtós confirmar aquest segon matrimoni de la filla d'Ermessenda.
4. ↑  A Mundo, pàg. 9 i a Ruiz, pàg.85 es defensa l'existència d'un primogènit anterior a Berenguer Ramon anomenat Borrell Ramon, que hauria mort abans del 1017 i que podria haver viscut a Carcassona amb son avi. Aquesta informació neix de l'estudi d'una nota necrològica del martirologi d'Adó de la catedral de Girona, on se l'esmenta específicament. Si els comtes es varen casar cap al 991-993 i Berenguer Ramon va néixer cap al 1004-1006, guanya sentit la hipòtesi d'un altre fill o de problemes de maternitat en els 13 anys anteriors al naixement de Berenguer. Sigui com sigui, els comtes varen tenir més d'un fill, ja que a les donationes pro anima d'Ermessenda s'expressa en plural en parlar dels seus fills (filiorum meorum).(Gil i Roman, pàg. 48-50)
5. ↑  A Roura (1985:70-73) s'argumenta que ocorregué el 1057 seguint l'anotació dels preveres de la canònica de la Catedral de Girona al martirologi d'Adó: «Eodem die [1 de març] Anno Dominice Incarnationies MLVII obiit Ermessendis comitissa». A Gil (2004:163) s'assenyala que el seu codicili testamentari fou signat a «IIII kalendas marcii anno XXVII Henrici, regis, regni.» que correspon el 26 de febrer del 1058.